# Beatrix I van Bourgondië
Beatrix I van Bourgondië (circa 1140 - Jouhe, 15 november 1184) was vanaf 1148 gravin van Bourgondië, vanaf 1156 Rooms-Duits koningin en vanaf 1167 keizerin van het Heilig Roomse Rijk.

## Levensloop
Beatrix I was de enige dochter van graaf Reinoud III van Bourgondië en Agatha van Lotharingen, dochter van hertog Simon I van Lotharingen. Na de dood van haar vader kreeg Beatrix I in 1148 de titel gravin van Bourgondië.
Op 17 juni 1156 huwde ze met keizer Frederik I Barbarossa, die drie jaar eerder van zijn eerste vrouw Adelheid van Vohburg gescheiden was. Op 9 oktober 1156 werd ze vervolgens door de aartsbisschop van Trier tot Rooms-Duits koningin gekroond. Door het huwelijk met Beatrix kreeg Frederik I Barbarossa meer macht in het koninkrijk Bourgondië, waar de invloed van het Heilig Roomse Rijk daarvoor eerder zwak was. Om deze manier had Frederik Barbarossa meer toegang naar Italië, dat onder zijn militaire controle stond. Ook had Frederik I Barbarossa zo meer mogelijkheden om huursoldaten voor zijn leger aan te nemen. 
Op 1 augustus 1167 werd Beatrix I door tegenpaus Paschalis III tot keizerin van het Heilig Roomse Rijk gekroond en in augustus 1178 werd ze in Vienne tot koningin van Bourgondië gekroond. Beatrix stond bekend als een intelligente vrouw met een grote schoonheid. Zo regeerde ze zelfstandig Bourgondië en wilde ze de rechten voor de toekomstige graven van Bourgondië verzekeren.
De laatste jaren van haar leven bracht Beatrix voornamelijk door in Bourgondië, waar ze in 1184 overleed. Na haar dood werd haar lichaam overgebracht naar Speyer (Spiers), waar ze in de Dom begraven werd. In de 20e eeuw werd haar kist overgebracht naar de pas gebouwde crypte in de dom. Daar rust ze in een dubbelgraf naast haar dochter Agnes, die in hetzelfde jaar (1184) stierf.

## Nakomelingen
Frederik I Barbarossa en Beatrix I kregen volgende kinderen:
- Beatrix (1160/1162 - voor 1174)
- Frederik V (1164 - 1170), hertog van Zwaben
- Hendrik VI (1165 - 1197), Rooms-Duits koning, keizer van het Heilig Roomse Rijk en koning van Sicilië
- Koenraad (1167 - 1191), onder de naam Frederik VI hertog van Zwaben
- Gisela (1168 - 1184)
- Otto I (1170 - 1200), graaf van Bourgondië
- Koenraad II (1172 - 1196), hertog van Zwaben
- Reinoud (geboren in 1173), vroeg gestorven
- Willem (geboren in 1176), vroeg gestorven
- Filips (1177 - 1208), hertog van Zwaben en Rooms-Duits koning
- Agnes (1178/1179 - 1184)

## Voorouders
| Overgrootouders | Willem I van Bourgondië (986-1057) ∞ Stephania van Longwy-Metz (-)       | Willem I van Bourgondië (986-1057) ∞ Stephania van Longwy-Metz (-)       | Gerard van Lotharingen (1030-1070) ∞ Hedwig Van Namen (?-?)              | Gerard van Lotharingen (1030-1070) ∞ Hedwig Van Namen (?-?)              | Diederik II van Lotharingen (1050-1115) ∞ Hedwig van Formbach (voor 1061-1090) | Diederik II van Lotharingen (1050-1115) ∞ Hedwig van Formbach (voor 1061-1090) | ? (-) ∞ ? (-)                                                            | ? (-) ∞ ? (-)                                                            | ? (-) ∞ ? (-) | ? (-) ∞ ? (-) |
| Grootouders     | Stefanus I van Bourgondië (1065-1102) ∞ Beatrix van Lotharingen (-)      | Stefanus I van Bourgondië (1065-1102) ∞ Beatrix van Lotharingen (-)      | Stefanus I van Bourgondië (1065-1102) ∞ Beatrix van Lotharingen (-)      | Stefanus I van Bourgondië (1065-1102) ∞ Beatrix van Lotharingen (-)      | Simon I van Lotharingen (1076-1139) ∞ Adelheid van Leuven (-)                  | Simon I van Lotharingen (1076-1139) ∞ Adelheid van Leuven (-)                  | Simon I van Lotharingen (1076-1139) ∞ Adelheid van Leuven (-)            | Simon I van Lotharingen (1076-1139) ∞ Adelheid van Leuven (-)            |               |               |
| Ouders          | Reinoud III van Bourgondië (1093-1148) ∞ 1130 Agatha van Lotharingen (-) | Reinoud III van Bourgondië (1093-1148) ∞ 1130 Agatha van Lotharingen (-) | Reinoud III van Bourgondië (1093-1148) ∞ 1130 Agatha van Lotharingen (-) | Reinoud III van Bourgondië (1093-1148) ∞ 1130 Agatha van Lotharingen (-) | Reinoud III van Bourgondië (1093-1148) ∞ 1130 Agatha van Lotharingen (-)       | Reinoud III van Bourgondië (1093-1148) ∞ 1130 Agatha van Lotharingen (-)       | Reinoud III van Bourgondië (1093-1148) ∞ 1130 Agatha van Lotharingen (-) | Reinoud III van Bourgondië (1093-1148) ∞ 1130 Agatha van Lotharingen (-) |               |               |